# هبو (اورگن)
هبو (به انگلیسی: Hebo) یک منطقهٔ مسکونی در ایالات متحده آمریکا است که در شهرستان تیلاموک، اورگن واقع شده‌است. هبو ۴٫۲ کیلومتر مربع مساحت و ۲۳۱ نفر جمعیت دارد و ۱۱ متر بالاتر از سطح دریا واقع شده‌است.